# Ricardo Gallego
Ricardo Gallego Redondo (Madrid, 8 de Fevereiro de 1959) é um ex-futebolista profissional espanhol, que atuava como Meio-campo.

## Carreira
Durante sua carreira, Gallego jogou por Real Madrid Castilla (1978-1980), Real Madrid (1980-1989), Udinese (1989-1990) e Rayo Vallecano (1990-1992). 
Pela Pela seleção principal da Espanha, participou de 42 jogos e marcou dois gols. Representou ainda sua seleção, nas Copas do Mundo de 1982 e 1986, além das Eurocopas de 1984 (onde foi vice-campeão) e 1988.

## Títulos
Real Madrid
- Copa da UEFA: 1984-85, 1985-86
- Campeonato Espanhol: 1985–86, 1986–87, 1987–88, 1988–89
- Copa del Rey: 1981–82, 1988–89
- Supercopa de España: 1988
- Copa da Liga Espanhola: 1985

Castilla
- Copa del Rey: Vice 1979–80